# ブライトン・トランク詰め殺人事件
ブライトン・トランク詰め殺人事件は、1934年にイギリスのブライトンで発生した2つの殺人事件。それぞれの事件で、殺害された女性の遺体がトランクに入れられていた。この2つの殺人事件は、犯行方法以外には何の関連も無いとされており、2人の被害者のうち最初の1人は身元不明である。

## 未解決の最初の事件
最初の事件は、1934年6月17日、ブライトン駅の左荷物室にいたウィリアム・ジョセフ・ヴィニコムが異臭の原因を調べていた時に、引き取り手のない合板製のトランクに気付いたことで発覚した。彼は警察に通報し、ロバート・"ボブ"・ドナルドソン主任警部がトランクを開けると、そこにはバラバラになった女性の胴体があった。他の駅にも通報したところ、キングス・クロス駅のスーツケースに脚が入っていた。頭と腕は結局見つからなかった。マスコミはこの被害者が「ダンサーの足(Dancer's Feet)」を持っていたことから、「The Girl with the Pretty Feet」、あるいは単に「Pretty Feet」と呼んだ。
バーナード・スピルズベリーが行った検死の結果、女性は25歳前後で妊娠5ヶ月であることが判明した。被害者も犯人も特定されることはなかった。
2020年、BBC Oneのドキュメンタリー番組『Dark Land: Hunting the Killers』は、ジョージ・ショットンが身元不明の女性を殺害した犯人である可能性を示唆した。ジョージ・ショトンは、1961年に行われた妻メイミー・スチュアートの死に関する審問で、死後にその殺人犯として名指しされていた。

## ヴァイオレット・ケイとトニー・マンシーニ

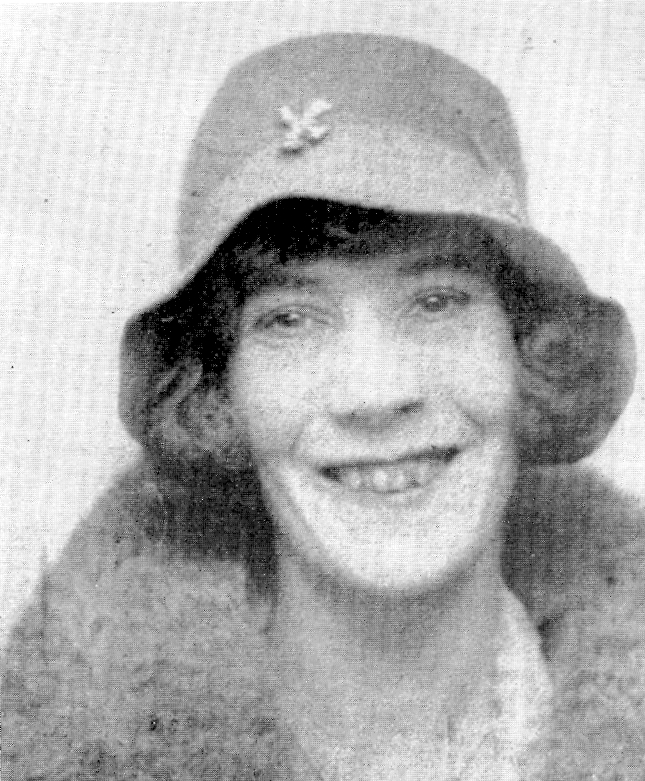
ヴァイオレット・ケイ

第一の殺人は第二の殺人とは無関係であったが、第二のトランク殺人の発見につながった。
被害者は42歳のヴァイオレット・ケイ（旧姓ワッツ、通称サンダース）。彼女はロンドンでダンサーと売春婦をしていたが、そこで26歳のトニ・マンシーニと出会った。彼はウェイターや用心棒として働いていたが、窃盗や故意徘徊などの前科があった。 彼の本名は「セシル・ルイス・イングランド」で、ジャック・ノタイア、トニー・イングリッシュ、ハイマン・ゴールドの名でも知られていた。2人は、1933年9月に一緒にブライトンに移り、住所を転々としていた。
ケイとマンシーニの関係はかなり荒れたものだった。1934年5月10日、マンシーニが働いていた海辺のカフェ「スカイラーク」で、酔ったケイがマンシーニに対し、エリザベス・アトレルという10代のウェイトレスと親しくしていると非難し、口論になったことがあった。生前のケイが目撃されたのはこの日が最後で、自宅の玄関で悩んでいる様子だったという。マンシーニは友人たちに「彼女はパリに行った」と話し、自分の服や持ち物の一部をアトレルに渡した。彼女の姉にも「いい仕事があるので海外に行く。日曜日に出航する。」というような電報が届いた。後にそれはその日の朝ブライトンから送られたものと判明したが、その時すでにケイは死亡していた。マンシーニは後に友人に対し、「拳で殴るなんて自分を傷つけるだけだ。自分のようにハンマーで殴って切り刻むべきだ。」というようなことを語っていたらしい。ハンマーの頭は、後に彼の古い家のゴミの中から発見されている。
マンシーニはその後、駅に近いケンプ・ストリート52番地に部屋を借り、トランクを手押し車で新しいアパートに運んだ。彼はケイの遺体を入れたトランクをベッドの足元に置き、布をかけてコーヒーテーブルとして使ったが、臭いと体液が漏れていたために訪問者から苦情が来た。
ケイの失踪は警察にも知られていたが、先の未解決事件で関心が高まり、7月14日にマンシーニは事情聴取を受けた。先の犠牲者が若すぎることからケイでないことはわかっていた。翌朝警察が到着するも、マンシーニはすでにロンドン行きの列車に乗っていた。しかし捜索する中で、マンシーニの宿泊施設でケイの遺体を偶然発見した。警察は国中に指名手配し、マンシーニはロンドン近郊で逮捕された。検死は、バーナード・スピルズベリーによって行われた。

## 裁判

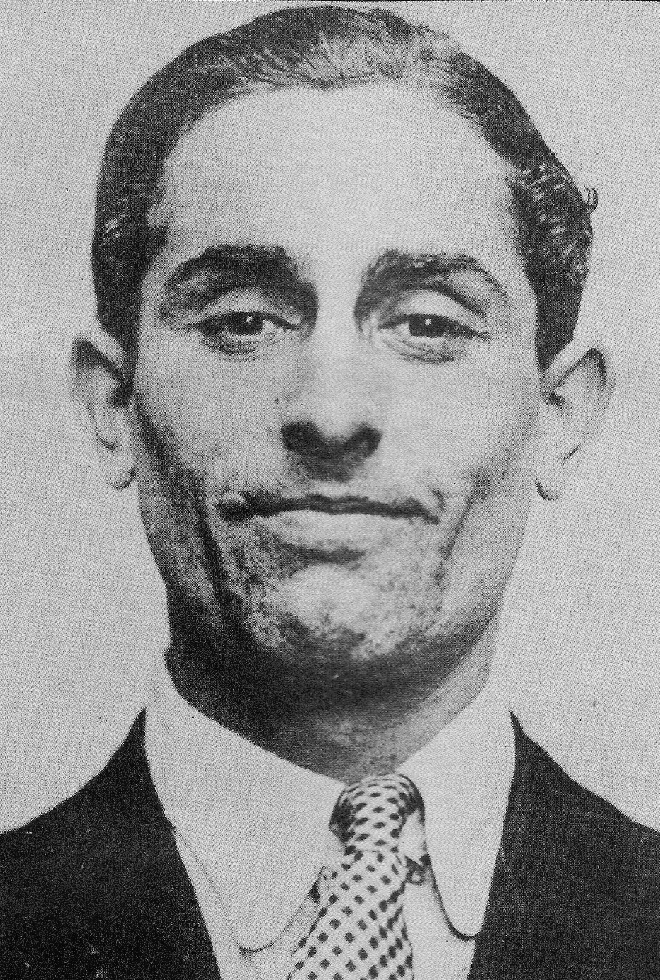
トニー・マンシーニ

マンシーニは「ケイが死んでいるか確認するため家に戻っただけ」と無罪を主張した。マンシーニの裁判は、1934年12月にルイス巡回裁判所で開かれ、5日間続いた。検察側はJ・C・カッセルズが担当し、彼のチームにはクィンティン・ホッグ（後のヘイルシャム子爵）がいた。マンシーニの弁護人は、電話でノーマン・バーケットに弁護を依頼し、バーケットはそれを承諾した。
検察側は、ケイが頭を殴られて死亡したことに注目した。筆跡学者は、ケイの姉に送られた電報の用紙にあった筆跡が、マンシーニがスカイラーク・カフェで書いたメニューの筆跡と一致することを確認した。
バーケットの弁護は、ケイの売春婦としての仕事と彼女の性格に焦点を当てていた。マンシーニは、ブライトンのパーク・クレセント44番地のアパートでケイの遺体を発見したと主張した。マンシーニは、自分がブライトンのパーク・クレセント44番地のアパートでケイの死体を発見したと主張したが、前科があるので警察は自分の話を信じないだろうと考え、このことを秘密にして死体をトランクに入れた。バーケットは、彼女は客に殺されたか、アパートの階段から落ちたのではないかと推測していた。また、生前のケイとマンシーニの関係が愛情に満ちていたことも強調した。
法医学的証拠の質と性質についても、弁護側はケイの血液中のモルヒネの量を疑問視し、血のついた衣服がケイの死後に購入されたものであることを証明した。内務省の主任病理学者としての輝かしい経歴に陰りが見えていたスピルスベリーの証言は、バーケットの"見事"と称された反対尋問と最終弁論によって事実上崩された。
被害者の頭蓋骨のハンマーによると思われる跡や服の血痕など、マンシーニが犯行に及んだと思われる有力な証拠があったにもかかわらず、2時間半の審議の後、陪審員は無罪の評決を下した。これは「死刑がかかった裁判における最大の勝利」と評された。
1976年、マンシーニはニュース・オブ・ザ・ワールド誌の記者に告白をした。ケイとの激しい喧嘩の最中に、ケイが石炭を割るのに使うハンマーで彼を襲い、彼女からハンマーを奪い取ったが、彼女がハンマーを返せと言ったので、彼女に向かってハンマーを投げつけ、彼女の左こめかみに当てたのだという。マンシーニを偽証罪で起訴することも検討されたが、裏付けがないために却下された。

## 1831年の殺人事件
1934年のトランク殺人事件が報道されたことで、ブライトンで過去にあったトランク殺人事件も注目されることになった。19世紀、ジョン・ホロウェイはチェーン・ピアで画家だった妻のセリア・ホロウェイを殺害し、その遺体をトランクに入れて手押し車でブライトンのプレストン・パークのラバーズ・ウォークに運び、遺体を埋めた。ホロウェイは逮捕され、ルイスで裁判を受け、1831年12月16日にホーシャム刑務所で絞首刑に処された。